# Střední škola designu a umění, knižní kultury a ekonomiky Náhorní
Střední škola designu a umění, knižní kultury a ekonomiky Náhorní (SŠ DUKE Náhorní) poskytuje studium podle školního vzdělávacího programu: Knihkupectví (který vychází z rámcového vzdělávacího programu „Knihkupecké a nakladatelské činnosti“), Propagační grafika, Knižní grafika a ilustrace a Prostorový design a výstavnictví („Grafický design“), Obchodně podnikatelská činnost („Ekonomika a podnikání“), Aranžér (dtto), Propagace (dtto), Informační služby (dtto).

## Aktivity školy
Škola od roku 2014 organizuje celostátní literární soutěž Čapkoviny, výsledky jubilejního 10. ročníku v roce 2023 byly vyhlášeny v Městské knihovně v Praze.
Střední škola je místním centrem programu Mezinárodní ceny vévody z Edinburghu.
Od roku 2022 se škola zapojuje do celonárodní čtenářské aktivity Noc s Andersenem.

## Historie a zajímavosti
Střední škola v současné podobě byla zřízena ministerstvem školství k 1. lednu 1993, zřizovací listina schválená Zastupitelstvem hlavního města Prahy nabyla účinnosti 1. června 2011.
Škola sídlí ve funkcionalistické budově z roku 1930, která byla postavená pro účely vzdělávání ‒ fungovala jako základní škola, měšťanka či jako gymnázium. V roce 1938 zde režisér Martin Frič natočil film Škola základ života. V padesátých letech školu navštěvoval zpěvák Karel Gott.
Předměty „tvůrčí psaní“ a „dějiny světové literatury“ tady učí Lukáš Vydra, zpěvák a textař kapely Dukla.